# Hillary Scott (cantante)
Hillary Dawn Scott-Tyrrell (Nashville, Tennessee, 1 de abril de 1986) es una cantante estadounidense de música country, miembro de Lady A. Su carrera creció tras un largo camino, comenzó a cantar en un bar de Nashville, finalmente se unió y formaron Lady Antebellum

## Biografía
Ella creció en Nashville y se crio cerca de otros artistas y escritores. Al crecer, ella despreciaba ser un músico, ya que implica estar lejos de casa durante largos períodos de tiempo. Su primera actuación fue en su primer año en la escuela secundaria, cuando se unió a su madre (Linda Davis) en el escenario para un espectáculo de Navidad de la familia en Opryland. Tras el espectáculo, estaba convencida de seguir una carrera en la música.
Después de la secundaria en la Academia Cristiana Donelson, Scott trabajó con la cantante y compositora Victoria Shaw y obtuvo algo de publicidad, pero no pudo conseguir un contrato con un gran estudio. Ella audicionó para American Idol en dos ocasiones, pero fue rechazada por los jueces en ambos casos. Entonces conoció a los futuros miembros de la banda Charles Kelley y más tarde Dave Haywood. Corrió a Kelley en un bar de Nashville y lo había reconocido desde su página de MySpace donde había oído antes su música. Ella decidió que era bueno entonces le preguntó si quería tocar música con ella. El trío se reunió para escribir algunas canciones al principio, pero acabó formando Lady Antebellum. Scott afirma que ser parte de Lady Antebellum en lugar de ser una artista en solitario, disminuye la presión sobre ella en el escenario.

## Lady Antebellum

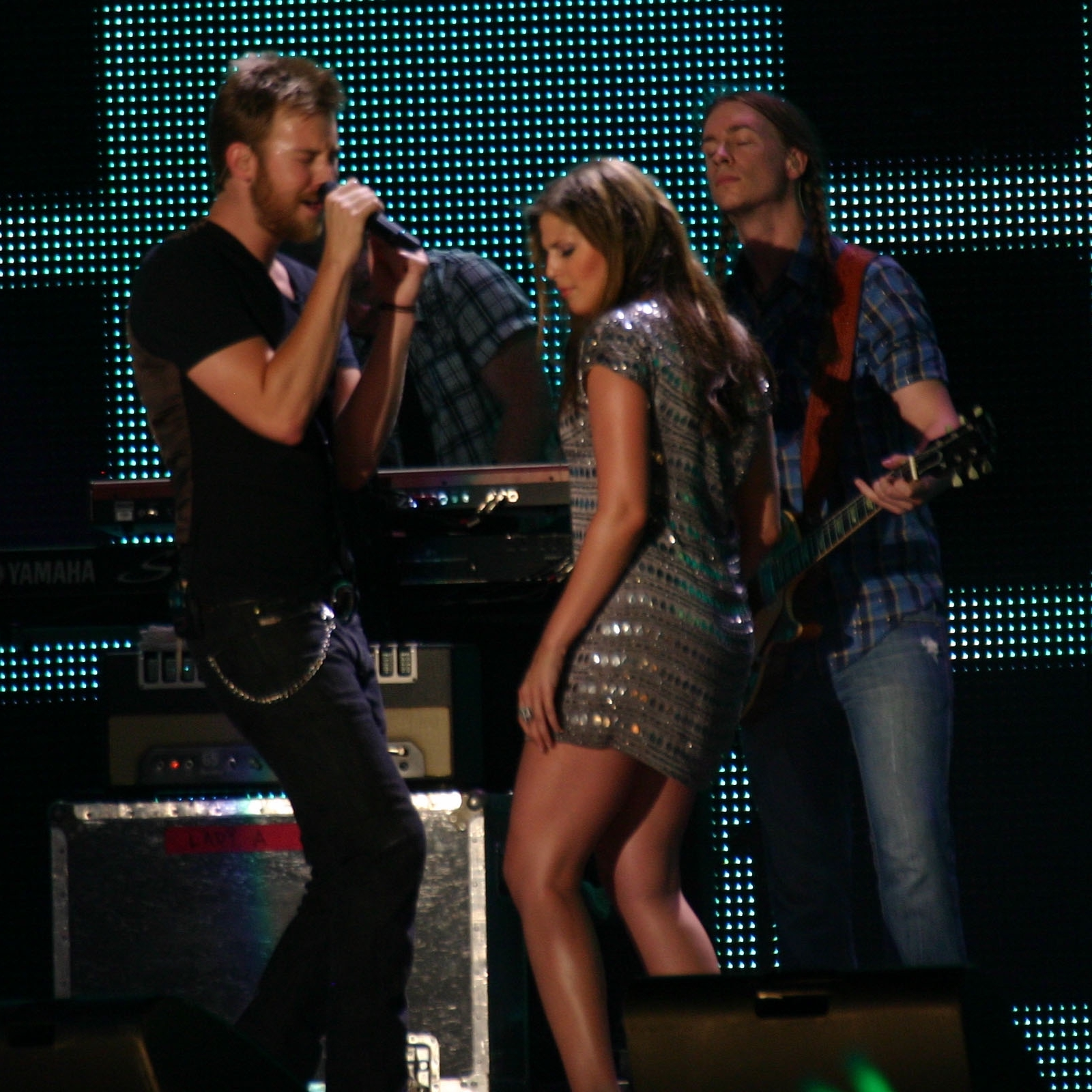
Lady Antebellum en un concierto (2008).

Scott comenzó su carrera como vocalista en el grupo de música country Lady Antebellum en 2006. El grupo firmó con Capitol Records Nashville. El grupo lanzó su primer sencillo, "Love Don't Live Here" el 2 de octubre de 2007, que debutó en las listas de country de ese año, alcanzando el puesto # 3 en el Hot Country Songs Charts a principios de 2008. Su álbum debut "Lady Antebellum" fue lanzado el 15 de abril de 2008, y debutó en el # 1 en Top Country Album gráfico. Ellos lanzaron su segundo sencillo "Lookin' for a Good Time" en 2008, que alcanzó el puesto # 11 en las listas de country. El álbum fue certificado platino por la entonces Asociación de la Industria Discográfica de Estados Unidos. El tercer sencillo del álbum, "I Run to You", alcanzó el puesto # 1 a mediados de 2009.

## Premios y nominaciones
| Año  | Premio                    | Categoría                                                           | Resultado |
| ---- | ------------------------- | ------------------------------------------------------------------- | --------- |
| 2008 | SESAC                     | Compositor del Año                                                  | Ganador   |
| 2010 | SESAC                     | Compositor del Año                                                  | Ganador   |
| 2010 | Country Music Association | Canción del Año — "Need You Now"                                    | Nominado  |
| 2011 | Grammy Awards             | Álbum del Año - "Need You Now"                                      | Nominado  |
| 2011 | Grammy Awards             | Mejor Álbum Country - "Need You Now"                                | Ganador   |
| 2011 | Grammy Awards             | Grabación del Año - "Need You Now"                                  | Ganador   |
| 2011 | Grammy Awards             | Canción de Año - "Need You Now"                                     | Ganador   |
| 2011 | Grammy Awards             | Mejor Performance Country por un Duo o Grupo vocal - "Need You Now" | Ganador   |
| 2011 | Grammy Awards             | Mejor canción Country - "Need You Now"                              | Ganador   |